# Линдон Стејшон (Висконсин)
Линдон Стејшон (енгл. Lyndon Station) град је у америчкој савезној држави Висконсин.

## Демографија
По попису из 2010. године број становника је 500, што је 42 (9,2%) становника више него 2000. године.
| Група             | 2000.       | 2010.       |
| Белци             | 434 (94,8%) | 476 (95,2%) |
| Афроамериканци    | 2 (0,4%)    | 1 (0,2%)    |
| Азијати           | 4 (0,9%)    | 1 (0,2%)    |
| Хиспаноамериканци | 7 (1,5%)    | 16 (3,2%)   |
| Укупно            | 458         | 500         |